# Леонора Португальська
Леоно́ра (порт. Leonor; 18 вересня 1434—3 вересня 1467) — португальська інфанта, імператриця Священної Римської імперії (1452—1467). Королева Німеччини (з 1452), ерцгерцогиня Австрії (з 1457). Герцогиня Штрирії, Каринтії і Крайни. Представниця Авіської династії. Народилася у Торріш-Ведраші, Португалія. Третя донька і шоста дитина португальського короля Дуарте й арагонської інфанти Леонори.
Дружина імператора Фрідріха III (з 1452). Матір імператора Максиміліана І. У 3-річному віці втратила батька (1438). З волі свого дядька, регента Педру Коїмбрського, була розлучена з матір'ю (1440). Заручилася заочно (1451). Під час подорожі до Італії зазнала нападу піратів. Вінчана у Римі папою Миколаєм V (1452).
Вела у Відні розкішний спосіб життя, чим дратувала Фрідріха, звиклого до скромності. Через несхожість характерів мала багато сварок із ним. Народила шістьох дітей, з яких вижили лише троє (відповідальність за передчасну смерть інших трьох імператор покладав на неї). Померла у Вінер-Нойштадті, Австрія. Похована у монастирі святої Трійці. Також — Леоно́ра Португа́льська (порт. Leonor de Portugal), Елеоно́ра-Геле́на (нім. Eleonore Helena).

## Родина
Чоловік — Леонора Португальська (1436—1476), дочка Дуарте, короля Португалії.
Діти:
- Кристоф (16 листопада 1455 — 21 березня 1456);
- Максиміліан (22 березня 1459 — 12 січня 1519) — імператор Священної Римської імперії, ерцгерцог Австрії;
- Олена (3 листопада 1460 — 28 лютого 1461);
- Кунігунда (16 березня 1465 — 6 серпня 1520) — одружена з Альбрехтом IV, герцогом Баварії.
- Іоанн (9 серпня 1466 — 10 лютого 1467).